# 谢尔布尔沙达尔乌帕齐拉
谢尔布尔沙达尔是孟加拉国的一个乌帕齐拉，位於迈门辛专区的谢尔布尔县。

## 人口
據1991年孟加拉國人口普查，謝爾布爾沙達爾共有人口381419人，其中男性佔比51.58%，女性48.42%；成年人口189019人。該地7歲以上人口之平均識字率為19.4%。